# Сен-Жермен-дю-Пюи
Сен-Жерме́н-дю-Пюи́ (фр. Saint-Germain-du-Puy) — коммуна во Франции, находится в регионе Центр. Департамент — Шер. Входит в состав кантона Экс-д’Анжийон. Округ коммуны — Бурж.
Код INSEE коммуны — 18213.

## География
Коммуна расположена приблизительно в 200 км к югу от Парижа, в 100 км юго-восточнее Орлеана, в 7 км к востоку от Буржа.
По территории коммуны протекают реки Колен (фр. Colin) и Йевр.

## Население
Население коммуны на 2008 год составляло 4806 человек.
| 1962 | 1968 | 1975 | 1982 | 1990 | 1999 | 2008 |
| ---- | ---- | ---- | ---- | ---- | ---- | ---- |
| 1047 | 1814 | 4262 | 4997 | 5085 | 5007 | 4806 |

## Администрация
| Период | Период | Фамилия       | Партия                              | Примечания                                |
| ------ | ------ | ------------- | ----------------------------------- | ----------------------------------------- |
|        | 1977   | Рауль Нерон   |                                     |                                           |
| 1977   | 2014   | Максим Камюза | Французская коммунистическая партия | член генерального совета кантона (с 1988) |

## Экономика
Основу экономики составляют сельское хозяйство и лёгкая промышленность.
В 2007 году среди 3045 человек в трудоспособном возрасте (15-64 лет) 2098 были экономически активными, 947 — неактивными (показатель активности — 68,9 %, в 1999 году было 68,5 %). Из 2098 активных работали 1848 человек (940 мужчин и 908 женщин), безработных было 250 (95 мужчин и 155 женщин). Среди 947 неактивных 282 человека были учениками или студентами, 417 — пенсионерами, 248 были неактивными по другим причинам.

## Достопримечательности
- Церковь Сен-Жермен (XX век)
- Замок Виллеменар (XVI век)
- Две водяные мельницы (XVI век)
- Остатки римского акведука